# 오노 슌조
오노 슌조(일본어: 大野 俊三, 1965년 3월 29일 ~ )는 일본의 전 축구 선수이다.

## 구단 경력
1983년 일본 사커 리그의 스미토모 금속(가시마 앤틀러스)에 입단했다. 1993년에 J1리그 우승을 차지했다. 1996년 교토 퍼플 상가로 이적했다. 1996년후 현역 은퇴.